# Cross-financing
Cross-financing – jedno z odstępstw od zasady monofunduszowości, umożliwiające tzw. elastyczne finansowanie jednofunduszowych programów operacyjnych Unii Europejskiej. 

## Założenia mechanizmu
Mechanizm cross-financing, wprowadzony na potrzeby realizacji programów na okres 2007–2013, jest odpowiedzią na ogólną rezygnację z zasady finansowania programów operacyjnych z więcej niż jednego funduszu. Zakłada on dopuszczenie finansowania poszczególnych projektów, ich części lub grup projektów, objętych wsparciem danego funduszu, przy pomocy środków innego funduszu. Mechanizm cross-financing umożliwia w ten sposób bardziej płynny i naturalny podział środków służących finansowaniu europejskich programów operacyjnych. Warunkiem stosowania podobnego odstępstwa pozostaje jednak priorytetowość finansowanego zagadnienia oraz jego bezwzględny związek z projektem i powodzeniem jego realizacji. Środki "drugiego funduszu" udostępniane w ramach cross-financing objęte są równocześnie limitem 10% wartości dofinansowania.

## Przykłady
Do szczególnie często zaznaczanych przykładów wykorzystania mechanizmu cross-financing zalicza się pomoc w zakresie "Europejskiej współpracy terytorialnej", gdzie umożliwiono transfer do 15% środków finansowych jednego komponentu do innego. Podobnie, szkolenia wymagane na przykład do realizacji celów projektu inwestycyjnego dotowane są przez Europejski Fundusz Rozwoju Regionalnego, mimo iż zwykle zagadnienia te podlegają Europejskiemu Funduszowi Społecznemu.
Podobnie jak zasada monofunduszowości, regulacje dotyczące mechanizmu cross-financing zawarte zostały w Rozporządzeniu Rady (WE) nr 1083/2006 z dnia 11 lipca 2006 roku.